# Enotski interval
Enotski interval je v matematiki zaprti interval {\displaystyle [0,1]\,}. Ta interval obsega realna števila, ki so večja ali enaka 0 in manjša ali enaka 1. Pogosto se označuje z {\displaystyle I\,}. 
V literaturi se enotski interval pogosto uporablja tudi za drugačne oblike intervalov od 0 do 1. Tako se uporabljajo intervali, ki jih označujemo z {\displaystyle (0,1]\,}, {\displaystyle [0,1)\,} in {\displaystyle (0,1)\,}. 

## Lastnosti
Enotski interval je polni metrični prostor, ki je homeomorfen z razširjeno številsko premico. Kot topološki prostor je kompakten, kontraktibilen, povezljiv in lokalno povezljiv prostor.
V matematični analizi je enotski interval enorazsežna mnogoterost.
Enotski interval je polno urejena množica.

## Kardinalnost enotskega intervala
Kardinalnost množice pove število elementov, ki jih ta vsebuje. Enotski interval je podmnožica realnih števil {\displaystyle \mathbb {R} \,} in ima enako velikost kot celotna množica, to pa je kontinuum. To pomeni, da moramo poznati kardinalnost kontinuuma. Realna števila predstavljajo točke na neskončno dolgi premici. Vsak del te premice ima toliko točk kot celotna premica. 
Število elementov v tem primeru neštevna množica. 